# Maison Schongauer
La maison Schongauer, ou maisonnette au Cygne, est un monument historique situé à Colmar, dans le département français du Haut-Rhin.

## Localisation
Ce bâtiment est situé au 36, rue des Marchands et rue Schongauer à Colmar.

## Historique
Cette bâtisse date de la fin du XVe siècle et a subi des modifications aux XVIIe et XVIIIe siècles.
Cette maison a appartenu à la famille Schongauer, connue notamment par le peintre Martin Schongauer, mais ce dernier n'y a pas vécu.
Les façades et toitures de la maison font l'objet d'une inscription au titre des monuments historiques depuis le 18 juin 1929.

## Architecture
La façade principale (située rue des Marchands) se compose d'un rez-de-chaussée massif s'ouvrant par deux arcades, surmonté de trois étages, ainsi que d'un pignon à deux étages.
Les éléments plus anciens sont tournés vers la rue Schongauer : deux portails d'entrée dont l'un se compose d'un arc en accolade orné de feuillages et surmonté d'un fleuron.